# Солиста
У уметности, солиста је особа која сама обавља одређен посао или је, у односу на средину, у првом плану док то чини.
Солиста може да се односи на:
- Соло, солиста (музика) - музичар инструменталиста (извођач) који свира сам или уз пратњу неког музичког инструмента или оркестра или певач који пева сам, испред хора или уз пратњу неког музичког инструмента или оркестра.
- Соло, солиста (фолклор) - играч који игра сам или испред групе играча.
- Соло, солиста (балет) - играч који игра сам или главни играч у балетској трупи.

Само врхунски солиста може бити уметник.